# Grand Canal di Versailles
Il Grand Canal di Versailles è il più grande bacino acqueo del parco della Reggia di Versailles. Realizzato a forma di croce, venne costruito tra il 1667 ed il 1679 su progetto di Le Nôtre. Davanti ad esso si trova il bassin des Cygnes.

## Storia e descrizione
L'Accademia delle Scienze di Francia in un primo tempo riuscì a dissuadere il «jardinier du roi» dal lanciarsi in quest'impresa perché l'area, prevalentemente paludosa, era all'origine di molte malattie che avevano intaccato nei secoli gli abitanti di Versailles. Ad ogni modo il tratto d'acqua venne infine realizzato con successo, compresa la Ru de Gally che servì per l'alimentazione del canale.
Il piano del Grand Canal si presenta oggi sotto forma di croce da cui si ha la prospettiva principale orientata est-ovest situata sull'asse del castello, per una lunghezza totale di 1,67 km. Il braccio perpendicolare (che venne creato per primo), orientato sull'asse nord-sud, ha una lunghezza di 1,5 km ed è costituito da due braccia diseguali tra loro: a nord si estende sino al Grand Trianon per 400 metri, mentre a sud si spingeva per 600 metri verso la Ménagerie royale (oggi scomparsa).
Questi due assi nord-sud ed est-ovest hanno una lunghezza di 62 metri e coprono una superficie di 5.5 km bordata da olmi e decorata con statue scolpite da Tuby e realizzate nel disegno da Le Brun, rappresentanti dei cavalli marini.
I lavori iniziarono nel 1669 ed il Grand Canal era utilizzato come punto di partenza dei fuochi d'artificio delle feste indette da Luigi XIV a Versailles.
In diversi scritti viene riportato che tutti gli anni, il 5 settembre (giorno della nascita di Luigi XIV nel 1638) il sole tramonti esattamente sull'allineamento del Grand Canal, ma sarebbe più corretto proporre per questo fenomeno la data del 25 agosto, giorno di San Luigi.
In inverno, quando la navigazione non era possibile, il Grand Canal si trasformava in una pista da pattinaggio accogliendo pattinatori e slitte.
Al di la comunque delle esigenze ludiche, il Grand Canal ha sempre rivestito un ruolo anche pratico. Situato infatti nel punto più basso del parco, esso riceveva l'acqua delle fontane situate a monte del giardino. Queste stesse venivano quindi pompate grazie a delle pompe azionate da mulini a vento ed a cavallo per alimentare la Grotta di Teti. Questo sistema funzionava allora a circuito chiuso.
Durante la Rivoluzione francese, il canale venne riempito di terra ed utilizzato come campo agricolo per la coltivazione del grano. Luigi XVIII lo farà riaprire.

## La flotta del canale

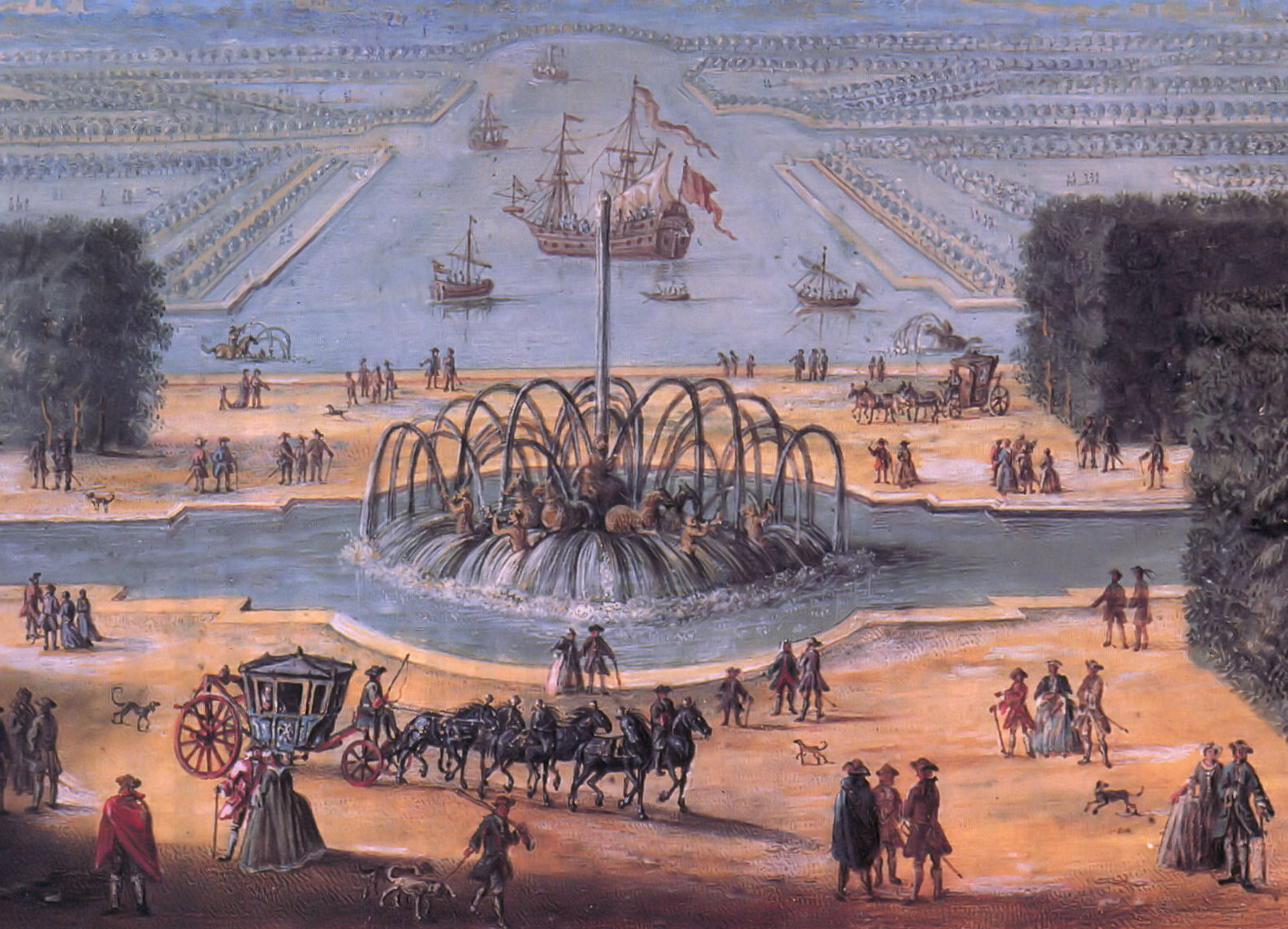
Il bacino di Apollo con in primo piano la flotta sul Grand Canal

Luigi XIV fece istituire ad un certo punto una flotta consistente in tre grandi vascelli, una galera, cinque scialuppe, dei galeotti, dei brigantini, alcune gondole (offerte dal Doge di Venezia) e, a partire dal 1675, due yacht provenienti dall'Inghilterra. Il fine di questa flotta era quello di intrattenere il re e la corte oltre che di fornire navigazioni romantiche.
Fino alla fine del XVII secolo, i marinai che muovevano questa flotta stagionalmente provenivano da Pecq, da Poissy e da Saint-Cloud, e pertanto dovevano essere alloggiati in quella che è oggi nota come l'allée des Matelots, nel luogo oggi diventato la Stazione ferroviaria di Versailles-Matelots. Questi primi marinai vennero sostituiti da un equipaggio fisso nel 1684 composto da un capitano, un tenente, un insegnante, un vice insegnante, undici marinai, sei gondolieri (due di Tolone e quattro di Venezia), otto carpentieri (tra cui due italiani), due falegnami.
Tutti questi vennero alla fine alloggiati alla « Petite Venise » situata all'estremità orientale del Grand Canal nelle immediate vicinanze del Bacino di Apollo.
Nel 1685 vennero chiamati 260 uomini dalle Fiandre per muovere le fregate al castello.